# Salmo ohridanus
Salmo ohridanus, tên địa phương là belvica, là một loài cá nước ngọt thuộc họ Salmonidae, đặc hữu hồ Ohrid ở Albania và Macedonia.
Salmo ohridanus là loài cá khá nhỏ, thường ngắn hơn 30 cm và nặng không quá 0,5 kg. Đây là loài cá khai thác thương mại bị đánh bắt nhiều và đã được nuôi trong các trang trại cá hơn 50 năm qua. Người ta từng cố ý lai ghép nó với loài đặc hữu khác của hồ này là cá hồi Ohrid (Salmo letnica). Loài này bị đe dọa do sự lai ghép, sự xuống cấp chất lượng nước trong hồ và đánh bắt thái quá; nhưng quần thể này vẫn còn khá dồi dào.
Trong các tài liệu trước đây người ta còn xếp loài này vào một trong các chi là Acantholingua hay Salmothymus. Các nghiên cứu về gen lại chỉ ra nó là một loài của chi Salmo và có quan hệ họ hàng gần nhất với cá hồi miệng mềm (Salmo obtusirostris). Tuy nhiên nó là hoàn toàn khác biệt với phức hợp cá hồi nâu.